# 蔡焜霖
蔡焜霖（1930年12月18日—2023年9月3日），出生於台灣台中市清水區，是臺灣白色恐怖時期的政治受難者，也是《王子》雜誌和《儂儂》雜誌的創辦人。

## 生平背景
生於俗稱「旗竿內」蔡家。家中排行第八，一共有十個兄弟姊妹。少年時體弱多病，也是家中較幼小的孩子，因此在家中備受寵愛。父親則在清水最熱鬧的「十八崁仔」街區經營「梅芳百貨店」。少時就就讀清水幼稚園、清水公學校，在國小學會日文並因此熟讀日文書。

## 白色恐怖時期
1950年9月10日，蔡焜霖（以下簡稱蔡）在清水鎮公所加班時，彰化憲兵隊派員到蔡家佯稱為蔡的朋友找他，其弟蔡焜璋於是帶著他們至鎮公所；憲兵一見到蔡就將其抓捕，並帶至彰化憲兵隊。於彰化憲兵隊時，蔡被審問，起初蔡一概否認他們所提出的問題和指控，因此遭到暴力對待、甚至將腳大拇指綁上電線電擊。此時蔡才知，是因為高中二年級時參加過左傾讀書會才被抓捕。
沒多久，蔡就連同其他政治犯被押往台南憲兵隊。在台南時，被關押在寫有匪諜案的牢房中且是多人一間，並且聽說至少需判處有期徒刑十年，蔡因此開始感到恐慌。離開台南後來到台灣省保安司令部保安處，被詢問與在彰化時大致相同的問題，過沒幾天又押往臺灣警備總司令部軍法處。在軍法處時，蔡常過得心驚膽跳，因為有時凌晨就會有人被槍決，而牢房也是相當擁擠。最後蔡因為「1949年5月參加叛亂組織並曾為叛徒散發傳單」，被判以10年徒刑。離開軍法處之後，蔡輾轉去了其他看守所一陣子，期間在由新店戲院改成的軍法處看守所新店分所中會見過父親，這也是蔡最後一次見到其父親。
在綠島時，除了一般的勞役，還需要上思想改造的課程，而蔡也在這段時間結交了許多政治犯朋友，但也碰過好友突然就被送回台灣槍決的，令他相當感嘆。除了上課和勞役外，蔡也會在空餘時間讀書，早期都只能讀些有關三民主義或是批判毛澤東思想等；從周聯華牧師去綠島傳教後，開始可以讀一些與思想無關或是經審查的書，也逐漸開放家裡寄來的書。蔡也在這段時間讀了許多國外小說、科普書籍等。在綠島的牢獄生活也並非相當苦悶，有福利社，甚至還辦過作文比賽，蔡以長江黃河等為主題在作文比賽詩歌組奪得第二名。在結訓（出獄）前，蔡曾在處長前宣示其脫離中國共產黨，還誇耀綠島的教育成功；但其實蔡從未加入中国共产党，他甚至還有中國國民黨黨籍。
最後，蔡於1960年9月10日回到台灣，距離被捕日期1950年9月10日整整過了十年。

## 出獄後
出獄後，蔡焜霖與幼稚園時期便認識的楊璧如女士結婚。先後任職於金融徵信新聞、寶石出版社、東方少年、文昌出版社，多從事漫畫相關工作。而後聽從妻子建議再次回到學校讀書，於1963年考上台北師範（今國立臺北教育大學），卻因有牢獄前科只能辦了退學，蔡焜霖也因此失去成為教師的可能性。隔年報考淡江文理學院（今淡江大學）夜間部的西洋文學系法文組，順利入學。
在念夜間部的同時，蔡焜霖於1964年入職國華廣告。原先任職總編輯的文昌出版社為漫畫出版社，因政府實行的〈編印連環圖畫輔導辦法〉，最後停業。蔡焜霖因而選擇自國華廣告辭職，和文昌的老同事們自行創業，於是在1966年有了《王子》雜誌，該雜誌社不少員工為政治受難者。1968年，在王子雜誌社工作期間，蔡焜霖在《聯合報》上看見台東紅葉少棒隊因經費問題無法北上參加棒球比賽的新聞，和同事們商討後決定資助他們。在紅葉少棒隊比賽期間，王子雜誌社仍不斷籌措經費資助，卻也造成原本已不佳的財務狀況愈漸吃緊，最後於1969年12月倒閉。王子雜誌社雖然更改經營方式重新開始，蔡焜霖因為債務問題離開雜誌社，進入霖園集團。在霖園集團編制百科全書，文化事業取得成功後，1984年蔡焜霖等人創辦《儂儂》雜誌。後因與霖園集團長公子蔡辰男意見分歧與有所誤會，蔡焜霖辭職並於1987年回到國華廣告，1999年退休。
2023年9月3日晚上9時病逝。

## 相關作品
- 《來自清水的孩子》[29]，漫畫，作者／游佩芸、周見信，2020
- 《我們只能歌唱：蔡焜霖的生命故事》[30]  ，書籍，作者／蔡焜霖、蔡秀菊，2019
- 《逆風行走的人生：蔡焜霖的口述生命史》[31]，書籍，作者／蔡焜霖、薛化元、游淑如，2017
- 《轉型正義之路：島嶼的過去與未來》[32]，書籍，作者／周婉窈，2019
- 《愛唱歌的小熊》[33]，書籍，作者／吳易蓁、廖佩慈，2017
- 《那就唱歌吧》，舞台劇，演出團隊／海島演劇，2020
- 《白色王子》，紀錄片，導演／江國梁，2014

## 荣誉
外国勋章奖章
- 旭日双光章（日本，2021年4月29日公布[34]，2021年9月15日于日本台湾交流协会台北事务所颁发[35]）

## 注譯
1. ↑  Cai, Kunlin, 1930-; 蔡焜霖, 1930-; 薛化元,; 尤淑如,. .  Chu ban. Taibei Shi. ISBN 978-986-294-180-5. OCLC 1032342629.
2. ↑  Cai, Kunlin, 1930-; 蔡焜霖, 1930-; 薛化元,; 尤淑如,. .  Chu ban. Taibei Shi. ISBN 978-986-294-180-5. OCLC 1032342629.
3. ↑  . （原始内容存档于2021-01-04）.
4. ↑  . （原始内容存档于2020-11-25）.
5. ↑  Cai, Kunlin, 1930-; 蔡焜霖, 1930-; 薛化元,; 尤淑如,. .  Chu ban. Taibei Shi. ISBN 978-986-294-180-5. OCLC 1032342629.
6. ↑  Cai, Kunlin, 1930-; 蔡焜霖, 1930-; 薛化元,; 尤淑如,. .  Chu ban. Taibei Shi. ISBN 978-986-294-180-5. OCLC 1032342629.
7. ↑  . 國家人權博物館不義遺址資料庫.   [2022-05-01]. （原始内容存档于2022-07-01）.
8. ↑  Cai, Kunlin, 1930-; 蔡焜霖, 1930-; 薛化元,; 尤淑如,. .  Chu ban. Taibei Shi. ISBN 978-986-294-180-5. OCLC 1032342629.
9. ↑  Cai, Kunlin, 1930-; 蔡焜霖, 1930-; 薛化元,; 尤淑如,. .  Chu ban. Taibei Shi. ISBN 978-986-294-180-5. OCLC 1032342629.
10. ↑  Cai, Kunlin, 1930-; 蔡焜霖, 1930-; 薛化元,; 尤淑如,. .  Chu ban. Taibei Shi. ISBN 978-986-294-180-5. OCLC 1032342629.
11. ↑  Cai, Kunlin, 1930-; 蔡焜霖, 1930-; 薛化元,; 尤淑如,. .  Chu ban. Taibei Shi. ISBN 978-986-294-180-5. OCLC 1032342629.
12. ↑  Cai, Kunlin, 1930-; 蔡焜霖, 1930-; 薛化元,; 尤淑如,. .  Chu ban. Taibei Shi. ISBN 978-986-294-180-5. OCLC 1032342629.
13. ↑  Cai, Kunlin, 1930-; 蔡焜霖, 1930-; 薛化元,; 尤淑如,. .  Chu ban. Taibei Shi. ISBN 978-986-294-180-5. OCLC 1032342629.
14. ↑  Cai, Kunlin, 1930-; 蔡焜霖, 1930-; 薛化元,; 尤淑如,. .  Chu ban. Taibei Shi. ISBN 978-986-294-180-5. OCLC 1032342629.
15. ↑  Cai, Kunlin, 1930-; 蔡焜霖, 1930-; 薛化元,; 尤淑如,. .  Chu ban. Taibei Shi. ISBN 978-986-294-180-5. OCLC 1032342629.
16. ↑  Cai, Kunlin, 1930-; 蔡焜霖, 1930-; 薛化元,; 尤淑如,. . . Taibei Shi. ISBN 978-986-294-180-5. OCLC 1032342629.
17. ↑  Cai, Kunlin, 1930-; 蔡焜霖, 1930-; 薛化元,; 尤淑如,. . . Taibei Shi. ISBN 978-986-294-180-5. OCLC 1032342629.
18. ↑  Cai, Kunlin, 1930-; 蔡焜霖, 1930-; 薛化元,; 尤淑如,. . . Taibei Shi. ISBN 978-986-294-180-5. OCLC 1032342629.
19. ↑  Cai, Kunlin, 1930-; 蔡焜霖, 1930-; 薛化元,; 尤淑如,. . . Taibei Shi. ISBN 978-986-294-180-5. OCLC 1032342629.
20. ↑  Cai, Kunlin, 1930-; 蔡焜霖, 1930-; 薛化元,; 尤淑如,. . . Taibei Shi. ISBN 978-986-294-180-5. OCLC 1032342629.
21. ↑  Cai, Kunlin, 1930-; 蔡焜霖, 1930-; 薛化元,; 尤淑如,. . . Taibei Shi. ISBN 978-986-294-180-5. OCLC 1032342629.
22. ↑  Cai, Kunlin, 1930-; 蔡焜霖, 1930-; 薛化元,; 尤淑如,. . . Taibei Shi. ISBN 978-986-294-180-5. OCLC 1032342629.
23. ↑  Cai, Kunlin, 1930-; 蔡焜霖, 1930-; 薛化元,; 尤淑如,. . . Taibei Shi. ISBN 978-986-294-180-5. OCLC 1032342629.
24. ↑  Cai, Kunlin, 1930-; 蔡焜霖, 1930-; 薛化元,; 尤淑如,. . . Taibei Shi. ISBN 978-986-294-180-5. OCLC 1032342629.
25. ↑  Cai, Kunlin, 1930-; 蔡焜霖, 1930-; 薛化元,; 尤淑如,. . . Taibei Shi. ISBN 978-986-294-180-5. OCLC 1032342629.
26. ↑  Cai, Kunlin, 1930-; 蔡焜霖, 1930-; 薛化元,; 尤淑如,. . . Taibei Shi. ISBN 978-986-294-180-5. OCLC 1032342629.
27. ↑  Cai, Kunlin, 1930-; 蔡焜霖, 1930-; 薛化元,; 尤淑如,. . . Taibei Shi. ISBN 978-986-294-180-5. OCLC 1032342629.
28. ↑  中央通訊社. . 中央社 CNA. 2023-09-04  [2023-09-04]. （原始内容存档于2023-09-25） （中文（臺灣））.
29. ↑  You, Peiyun,; 游珮芸,. .  Chu ban. Tai bei shi. ISBN 978-986-98573-0-7. OCLC 1155092461.
30. ↑  Cai, Kunlin, 1930-; 蔡焜霖, 1930-. .  Di yi ban. Taibei Shi. ISBN 978-986-294-228-4. OCLC 1117775615.
31. 1 2  Cai, Kunlin, 1930-; 蔡焜霖, 1930-; 薛化元,; 尤淑如,. .  Chu ban. Taibei Shi. ISBN 978-986-294-180-5. OCLC 1032342629.
32. ↑  Zhouwanyao; 周婉窈. .  Chu ban. Xin bei shi. ISBN 978-986-5437-15-2. OCLC 1136147147.
33. ↑  Wu, Yizhen. . . Taibei. ISBN 978-986-29415-6-0. OCLC 1129662968.
34. ↑  （日語） (PDF). 内阁府. 2021-04-29  [2021-07-02]. （原始内容存档 (PDF)于2021-04-29）.
35. ↑  . 日本台湾交流协会. 2021-09-15  [2021-10-07]. （原始内容存档于2021-10-15）.
36. ↑  . （原始内容存档于2018-12-30）.